# Ortahisar
Ortahisar (Ποταμὶα all'epoca dell'impero bizantino) è una città storico turistica della Cappadocia, appartenente al distretto di Ürgüp della provincia di Nevşehir, nella regione dell'Anatolia Centrale, in Turchia. Nel suo nome e' contenuta la posizione geografica e politica: Orta significa "mezzo" ed Hisar " fortezza", la fortezza di mezzo. Nel 2000 la popolazione era pari a 3.484. È situata nel limite sud-est del parco nazionale di Göreme, ad un'altitudine di 1200 m, circa 13 km ad est della città di Nevşehir, capoluogo provinciale, e 6 km ad ovest di Ürgüp.